# Lucie Filimonova

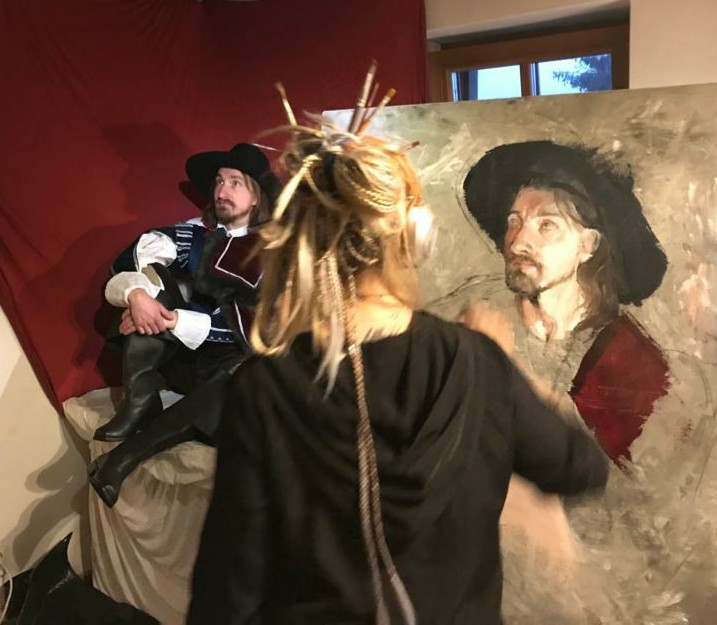
Lucie a její model pro Cyrana – Tom

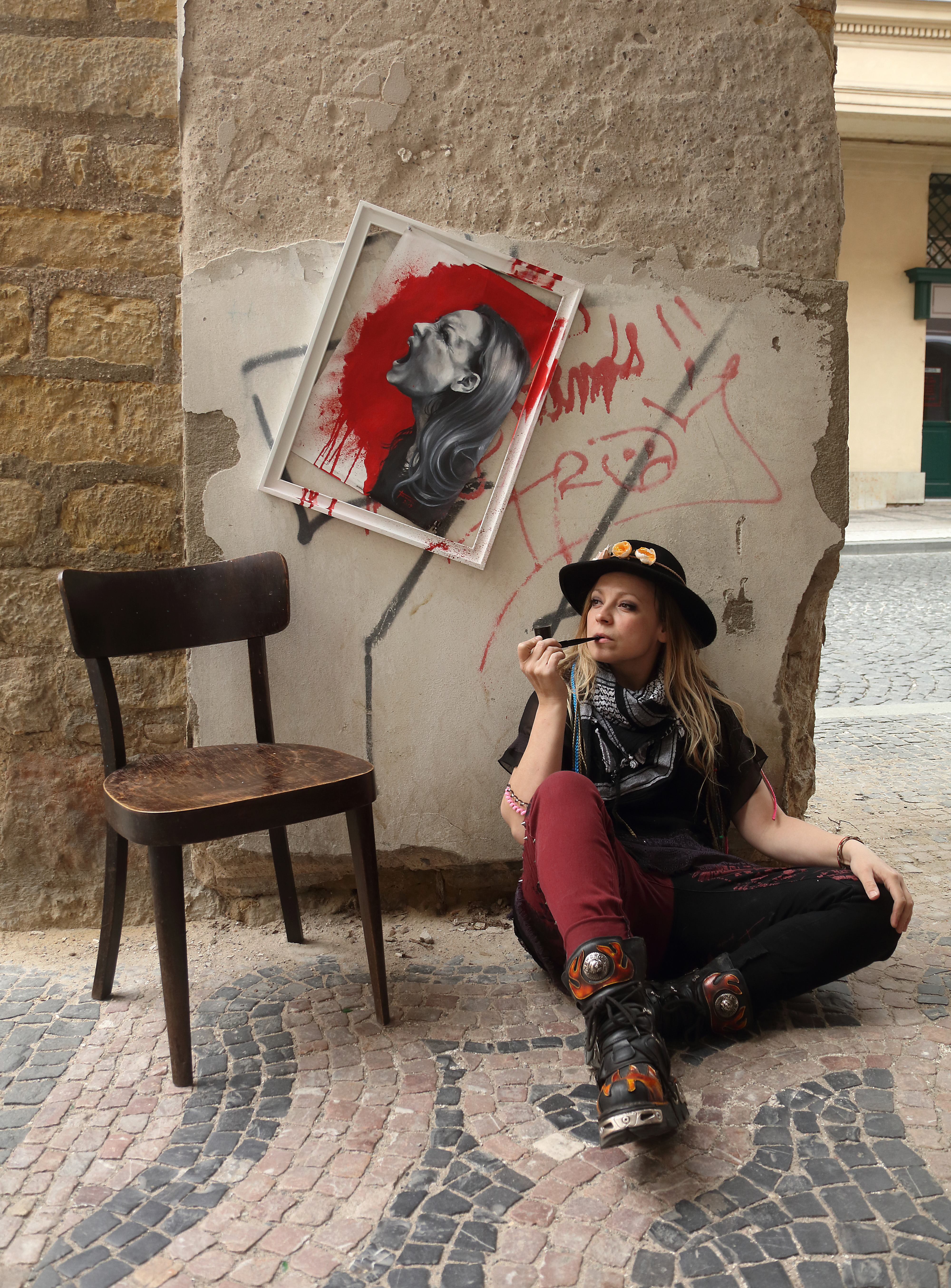
Lucie před ateliérem s obrazem Výkřik

Lucie Kunzová Filimonova (rodným jménem Lucie Vaisarová, * 23. července 1979 Náchod) je česká malířka.

## Život
Narodila se v Náchodě jako nejmladší dítě středoškolského odborného učitele Mgr. Jaroslava Vaisara a výtvarnice Věry Vydrové (nyní Věry Koudelákové).
Její umělecké nadání nejprve rozvíjela matka Věra. V roce 1990 o ní začal umělecky pečovat akademický malíř Ivo Švorčík z Hronova. V letech 1994–1998 absolvovala obor rytectví kovů na Střední umělecko-průmyslové škole v Turnově. Zdokonalila se tak v kresbě i v plastice. Malbu dále studovala soukromě u Ivo Švorčíka.
Po ukončení studia se vrátila do Náchoda, kde si otevřela umělecký ateliér a stala se profesionální výtvarnicí. Její první výstava byla v roce 2001 společně s matkou Věrou Vaisarovou v Městské knihovně v Náchodě. V roce 2003 uspořádala výstavu se svým učitelem Ivem v Galerii Pod Žebrovkou na zámku v Novém Městě nad Metují. Výstava nesla název Homo Sapiens-Sapiens. Druhá plánovaná výstava, se jménem Homo Erectus se neuskutečnila, protože Ivo Švorčík v roce 2004 umřel.
Působila jako učitelka výtvarné výchovy na střední škole, designérka keramiky a umělecký rytec kovů, soukromě dávala výuku figurální malby a kresby mladým lidem ve svém ateliéru v Náchodě. V letech 2005–2010 žila v Olomouci, kde si otevřela umělecký ateliér s názvem Ecce Femma, který nyní vede její matka Věra.
V současnosti má za sebou přes 60 autorských výstav v ČR i v zahraničí, ocenění z mezinárodních soutěží a sympozií.
Příjmení Filimonova si ponechala z prvního manželství s ruským podnikatelem Alexandrem V. Filimonovem. V roce 2010 se podruhé vdala za Ing. Petra Kunze a přestěhovala se s ním do Mladé Boleslavi, kde provozuje svůj ateliér Amélie na Staroměstském náměstí. Také se věnuje chovatelství hospodářských i jiných zvířat, vzhledem ke svému veganství, pouze pro radost.
V roce 2012 o ní natočila režisérka Hana Pinkavová dokument ČT z cyklu Úděl nadání, který měl premiéru 3. října 2013 ve 21:45 na ČT art.
20. října 2018 získala ocenění IKS – Identifikačního kódu Slovenska.